# Point Pleasant (Virgínia Ocidental)

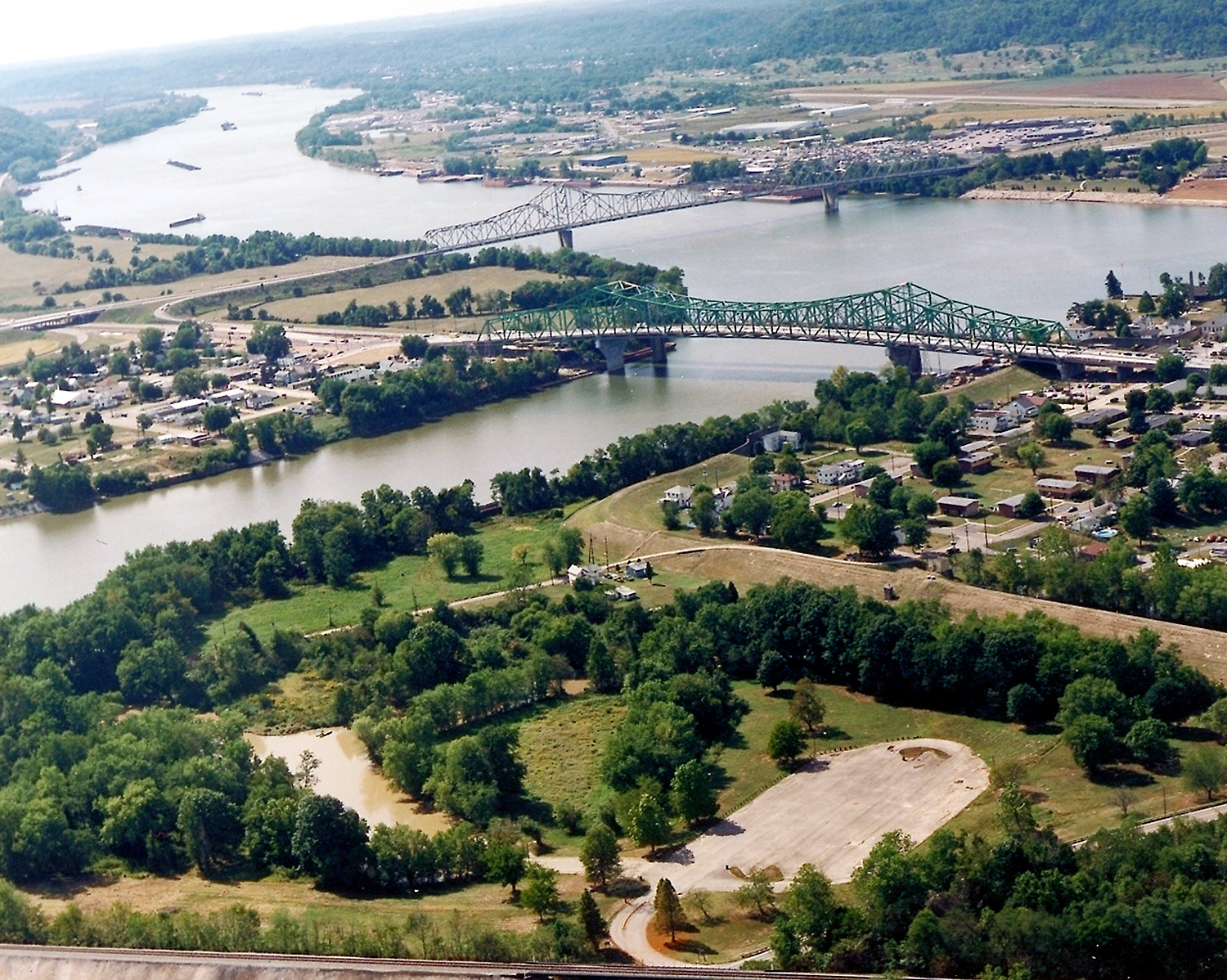
Point Pleasant (primeiro plano) na confluência dos rios Kanawha e Ohio. A cidade de Gallipolis, Ohio, está ao fundo, à direita.

Point Pleasant é uma cidade localizada ao sudoeste da Virgínia Ocidental, estado americano que fica no lado leste dos Estados Unidos a 600 Km a oeste da capital Washington DC.
Sua temperatura varia aproximadamente entre os 10°C negativos e 25°C positivos. Nela se encontra aproximadamente 5 mil habitantes de todas as faixas etárias.
Point Pleasant também faz divisa com Galopolis, cidade localizada no sudeste do estado de Ohio.